# Falsovelleda
Falsovelleda is een kevergeslacht uit de familie van de boktorren (Cerambycidae). De wetenschappelijke naam van het geslacht werd voor het eerst geldig gepubliceerd in 1954 door Breuning.

## Soorten
Falsovelleda omvat de volgende soorten:
- Falsovelleda congolensis (Hintz, 1911)
- Falsovelleda rufescens (Breuning, 1970)